# Morris Claiborne
Morris Lee Claiborne (Shreveport, 7 febbraio 1990) è un giocatore di football americano statunitense che gioca nel ruolo di cornerback per i Kansas City Chiefs della National Football League (NFL). Fu scelto dai Dallas Cowboys come sesto assoluto nel Draft NFL 2012 dove era considerato il miglior cornerback disponibile. Al college ha giocato a football per Louisiana State (LSU) venendo premiato come All-American.

## Carriera professionistica

### Draft NFL 2012
Claiborne non fu classificato come una futura prima scelta del primo giro fino alla sua stagione da junior. A metà stagione egli attirò l'attenzione degli scout NFL scouts e degli analisti, cancellando i dubbi sulla sua produzione da sophomore. Verso la fine della sua stagione da junior, Claiborne fu classificato come il miglior prospetto tra i cornerback nel Draft 2012, venendo unanimemente pronosticato entro le prime 6 chiamate.

### Dallas Cowboys
Il 26 aprile 2012, i Dallas Cowboys scambiarono la loro 14ª scelta del primo giro ed altre scelte dei giri inferiori coi Tampa Bay Buccaneers per arrivare al sesto posto e scegliere Claiborne. Il 23 luglio, il giocatore firmò un contratto quadriennale del valore di 16,26 milioni di dollari, tutti garantiti, compresi 10,6 milioni di dollari di bonus alla firma.

#### Stagione 2012
Clayborne fece il suo debutto da professionista il 5 settembre 2012, nella prima gara della nuova stagione con i Dallas Cowboys che si vendicarono dei New York Giants campioni in carica che li avevano esclusi dalla corsa ai playoff l'annata precedente, vincendo 24-17 in trasferta. Nella sua prima gara, Morris mise a segno 4 tackle. Nella sconfitta della seconda settimana contro i Seattle Seahawks, Morris mise a segno due tackle e un passaggio deviato. Nella settimana successiva, i Cowboys persero la seconda gara stagionale contro i Chicago Bears con Claiborne che totalizzò 4 tackle.
Nella vittoria della settimana 13 sui Philadelphia Eagles, Claiborne segnò il suo primo touchdown dopo aver recuperato un fumble e averlo ritornato per 50 yard fino alla end zone. La sua stagione da rookie si concluse con 15 partite giocate (tutte come titolare), 55 tackle, un intercetto e un fumble forzato.

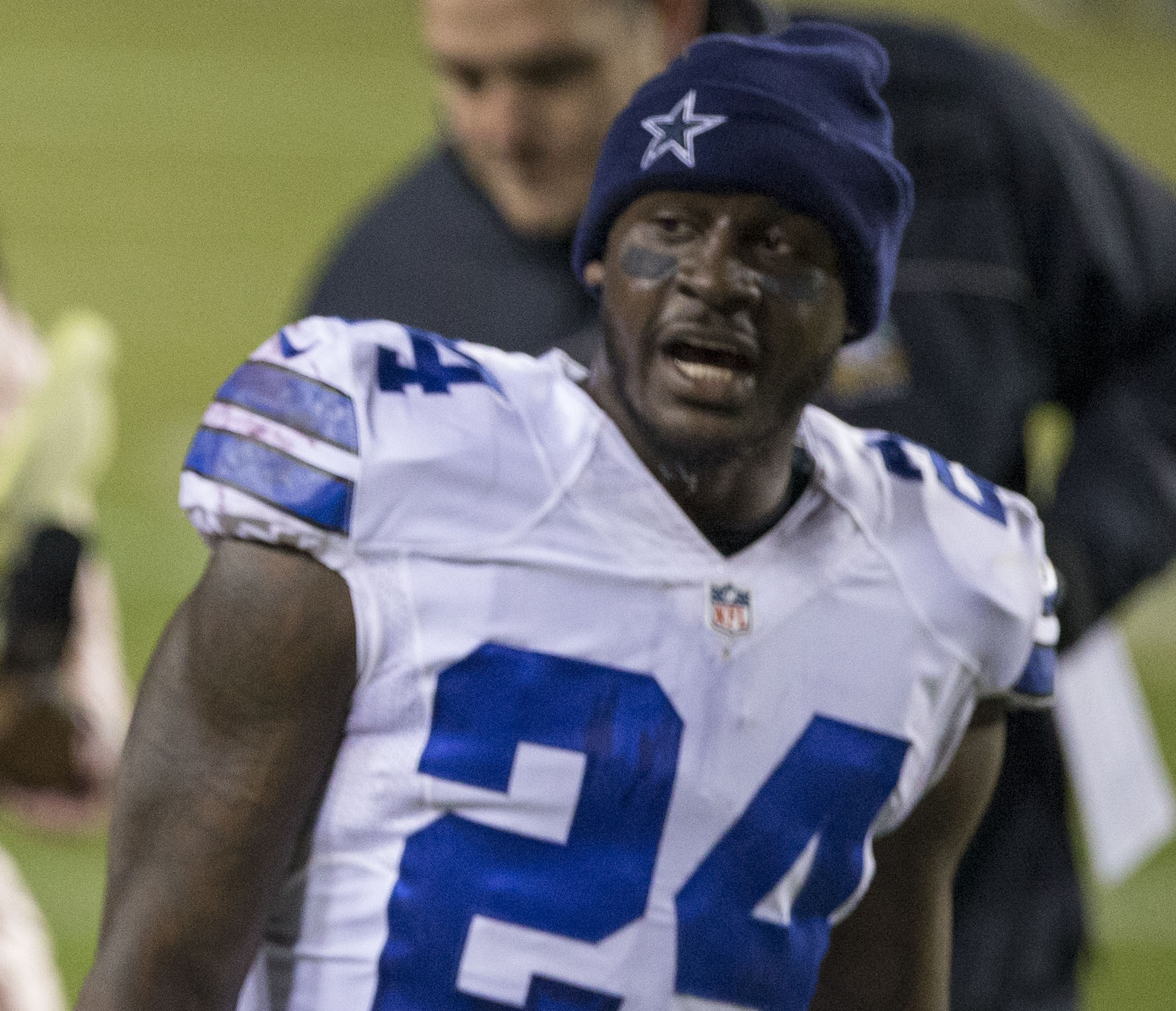
Claiborne coi Cowboys nel 2015

#### Stagione 2013
Nella prima gara della stagione, Morris si infortunò alla spalla, finendo per perdere il posto come titolare. Il primo intercetto della stagione, Claiborne lo mise a segno nella settimana 5 su Peyton Manning, il primo stagionale subito dal quarterback dei Denver Broncos. La sua stagione terminò con soli 26 tackle e un intercetto in 10 presenze, di cui 7 come titolare.

#### Stagione 2014
Il primo intercetto del 2014, Claiborne lo fece registrare nella vittoria in rimonta della settimana 3 contro i St. Louis Rams. La domenica successiva si ruppe un tendine del ginocchio, rimanendo fuori dai campi di gioco per tutto il resto della stagione.

### New York Jets
Il 18 marzo 2017, Claiborne firmò un contratto di un anno con i New York Jets.

### Kansas City Chiefs
L'8 agosto 2019 Claiborne firmò un contratto di un anno con i Kansas City Chiefs. Saltò le prime quattro partite della stagione per essere stato sospeso dopo la positività a un test antidoping. Nel resto della stagione regolare disputò 8 partite con 14 tackle. Il 2 febbraio 2020 fu inattivo nel Super Bowl LIV contro i San Francisco 49ers che i Chiefs vinsero per 31-20, conquistando il primo titolo dopo cinquant'anni.

## Palmarès

### Franchigia
- Super Bowl : 1

Kansas City Chiefs: LIV
- American Football Conference Championship: 1

Kansas City Chiefs: 2019

### Individuale
- Jim Thorpe Award - 2011

## Statistiche
| Partite totali             | 25 |
| Partite totali da titolare | 22 |
| Tackle totali              | 81 |
| Intercetti                 | 2  |
| Fumble forzati             | 1  |

Statistiche aggiornate alla stagione 2013